# エフエムせとうち
特定非営利活動法人エフエムせとうちは、鹿児島県大島郡瀬戸内町の一部地域を放送区域として超短波放送（FM放送）を行っていた特定地上基幹放送事業者である。
エフエムせとうちの愛称でコミュニティ放送を行っていた。

## 概要
24時間放送を実施しており、自社制作番組のほか、MBCラジオ・あまみエフエム・エフエムうけんの番組で構成される。
自社制作番組は原則として1日1本（再放送を除く）で、1本当たり約30分弱の時間である。一部を除き、あまみエフエム、エフエムうけん、エフエムたつごうでも放送されており、あまみエフエムのSimulRadioにてエフエムせとうちの番組も聴取できた。

## 演奏所・送信所
- 演奏所 - 瀬戸内町古仁屋船津23
- 送信所は、離島を含めた町内の3箇所に設置されている。
  - 親局（エフエムせとうち）- 瀬戸内町大字阿木名苅法354（20W）
  - 中継局
    - エフエムせとうちよろしま - 瀬戸内町大字与路前川1617-1（与路島、5W）
    - エフエムせとうちしのかわ - 瀬戸内町大字阿室釜小宮477-2（1W）

放送区域は瀬戸内町全てに至らないが、平成22年国勢調査時の瀬戸内町の全世帯は放送区域内にある。

## 沿革
- 2011年（平成23年）11月21日 - 特定地上基幹放送局の予備免許取得。
- 2012年（平成24年）
  - 4月23日 - 特定地上基幹放送局の免許取得[1]。
  - 4月25日 - 開局。
- 2021年（令和3年）2月28日 - 放送を休止。
  - 広報せとうち令和3年2月号にて「放送設備を移転させるため」との理由で放送休止が予告されており[2]、翌3月号には「移転工事のスケジュール調整及び新法人の電波の許認可に一定の時間を要するため」として休止期間が延びるとアナウンスされている[3]。
  - その後、2021年3月5日までに総務省の電波利用ホームページにて情報がヒットしなくなり、廃局扱いとなった。
- 2022年（令和4年）1月14日 - 一般社団法人せとうちラジオ放送に新たに予備免許が交付された。周波数はエフエムせとうちと同じく76.8MHzであるが、コールサインはJOZZ0CQ-FMが新たに交付された。